# José Antonio Moreno Ruffinelli
José Antonio Moreno Ruffinelli (nacido el 10 de marzo de 1939) es un abogado, literato y político paraguayo.

## Biografía
Egresado en 1962 de la Universidad Nacional de Asunción con el título de abogado. Se ha desempeñado como docente de Derecho Civil en su casa de estudios y también en la Universidad Católica Nuestra Señora de la Asunción.
Desde 1996 es miembro de la Academia Paraguaya de la Lengua Española, institución que presidió en el periodo 2004-2011.
Durante el gobierno de Luis Ángel González Macchi se desempeñó como Ministro de Relaciones Exteriores del Paraguay (14 de marzo de 2001 al 14 de agosto de 2003).